# Фігурне катання на зимових Олімпійських іграх 2010
Змагання турніру з фігурного катання на зимових Олімпійських іграх 2010 відбулися в 9-тиденний період 14—25 лютого. Були розіграні чотири комплекти нагород. 27 лютого відбулися показові виступи.
На змаганнях явно преваліювала азійська (китайсько-японсько-корейська) школа фігурного катання, зокрема, її представники були найкращими у жіночому одиночному та парному спортивному фігурному катанні, — таким чином, представники Китаю та Південної Кореї виграли перші в історії олімпізму золоті нагороди у фігурному катанні. Значний успіх на турнірі продемонструвала й північно-американська (американо-канадська) школа фігурного катання, представники якої виявилися найкращими в турнірі танцювальних пар і фігуристів-одиночників, що втім, не в останню чергу, пояснювалось місцем проведення Олімпіади. Певної поразки зазнала російська школа фігурного катання, у дожинку якої вперше за декілька олімпійських циклів жодного «золота» Олімпіади, причому навіть не допомогли ані оцінений на «срібло» чудовий прокат Плющенка у змаганнях одиночників, який спеціально повернувся в любительський спорт для участі в Іграх, ані вже традиційне домінування протягом декількох десятиліть російських танцювальних пар на міжнародному рівні. Дуже невдалими були виступи представників, як західно-, так і центральноєвропейської шкіл фігурного катання, що завоювали лише бронзу на турнірі спортивного парного катання, а найбільше «провалилися» в одиночних розрядах.

## Медалі

### Загальний залік
(Жирним виділено найбільшу кількість медалей у своїй категорії; країну-господаря також виділено)
| Загальна кількість медалей |                |        |        |        |        |
| Місце                      | Країна         | Золото | Срібло | Бронза | Всього |
| 1                          | КНР            | 1      | 1      | 0      | 2      |
| 1                          | США            | 1      | 1      | 0      | 2      |
| 2                          | Канада         | 1      | 0      | 1      | 2      |
| 3                          | Південна Корея | 1      | 0      | 0      | 1      |
| 4                          | Росія          | 0      | 1      | 1      | 2      |
| 4                          | Японія         | 0      | 1      | 1      | 2      |
| 5                          | Німеччина      | 0      | 0      | 1      | 1      |

### Призери Ігор
| Дисципліна                | Золото                 | Срібло                 | Бронза                        |
| Чоловіче одиночне катання | Еван Лисачек           | Євген Плющенко         | Дайсуке Такахасі              |
| Жіноче одиночне катання   | Кім Йон А              | Мао Асада              | Джоанні Рошетт                |
| Спортивні пари            | Шень Сюе Чжао Хунбо    | Пан Цін Тун Цзянь      | Савченко Альона Шолкови Робін |
| Танці на льоду            | Тесса Верчу Скотт Моїр | Меріл Девіс Чарлі Вайт | Оксана Домніна Максим Шабалін |

## Розклад змагань
(UTC-8)
| День             | Неділя, 14 лютого              | Понеділок, 15 лютого            | Вівторок, 16 лютого            | Четвер, 18 лютого               | П'ятниця, 19 лютого               | Неділя, 21 лютого                 | Понеділок, 22 лютого           | Вівторок, 23 лютого            | Четвер, 25 лютого               | субота, 27 лютого |
| ---------------- | ------------------------------ | ------------------------------- | ------------------------------ | ------------------------------- | --------------------------------- | --------------------------------- | ------------------------------ | ------------------------------ | ------------------------------- | ----------------- |
| Чоловіки         |                                |                                 | 16:15 — 20:45 Коротка програма | 17:00 — 21:05 Довільна програма |                                   |                                   |                                |                                |                                 |                   |
| Жінки            |                                |                                 |                                |                                 |                                   |                                   |                                | 16:30 — 21:00 Коротка програма | 17:00 — 20:55 Довільна програма |                   |
| Спортивні пари   | 16:30 — 19:55 Коротка програма | 17:00 — 20:55 Довільна програма |                                |                                 |                                   |                                   |                                |                                |                                 |                   |
| Танці на льоду   |                                |                                 |                                |                                 | 16:45 — 20:05 Обов'язковий танець | 16:15 — 19:45 Оригінальний танець | 16:45 — 20:55 Довільний танець |                                |                                 |                   |
| Показові виступи |                                |                                 |                                |                                 |                                   |                                   |                                |                                |                                 | 16:30 — 19:00     |
| День Олімпіади   | 3                              | 4                               | 5                              | 7                               | 8                                 | 10                                | 11                             | 12                             | 14                              | 16                |

## Суддівська бригада
По закінченні турніру «Nebelhorn Trophy»—2009 у вересні 2009 року шляхом жеребкування було визначено суддів на зимові Олімпійські ігри 2010 року. Відтак, змагання фігуристів судитимуть представники наступних країн:
| Суддф                     | 1                                                                                 | 2                                                                                 | 3                                                                                 | 4                                                                                 | 5                                                                                 | 6                                                                                 | 7                                                                                 | 8                                                                                 | 9                                                                                 |
| Жіноче одиночне катання   | Жіноче одиночне катання                                                           | Жіноче одиночне катання                                                           | Жіноче одиночне катання                                                           | Жіноче одиночне катання                                                           | Жіноче одиночне катання                                                           | Жіноче одиночне катання                                                           | Жіноче одиночне катання                                                           | Жіноче одиночне катання                                                           | Жіноче одиночне катання                                                           |
| ------------------------- | --------------------------------------------------------------------------------- | --------------------------------------------------------------------------------- | --------------------------------------------------------------------------------- | --------------------------------------------------------------------------------- | --------------------------------------------------------------------------------- | --------------------------------------------------------------------------------- | --------------------------------------------------------------------------------- | --------------------------------------------------------------------------------- | --------------------------------------------------------------------------------- |
| Коротка програма:         | Франція                                                                           | Велика Британія                                                                   | Німеччина                                                                         | Японія                                                                            | Південна Корея                                                                    | Росія                                                                             | Швейцарія                                                                         | Словаччина                                                                        | США                                                                               |
| Довільна програма:        | Австрія                                                                           | Канада                                                                            | Фінляндія                                                                         | Польща                                                                            | 5 визначених у довільний спосіб з числа тих 9, що судили коротку програму         | 5 визначених у довільний спосіб з числа тих 9, що судили коротку програму         | 5 визначених у довільний спосіб з числа тих 9, що судили коротку програму         | 5 визначених у довільний спосіб з числа тих 9, що судили коротку програму         | 5 визначених у довільний спосіб з числа тих 9, що судили коротку програму         |
| Чоловіче одиночне катання |                                                                                   |                                                                                   |                                                                                   |                                                                                   |                                                                                   |                                                                                   |                                                                                   |                                                                                   |                                                                                   |
| Коротка програма:         | Бельгія                                                                           | Чехія                                                                             | Франція                                                                           | Італія                                                                            | Японія                                                                            | Польща                                                                            | Словенія                                                                          | Україна                                                                           | США                                                                               |
| Довільна програма:        | Канада                                                                            | Росія                                                                             | Словаччина                                                                        | Швеція                                                                            | 5 визначених у довільний спосіб з числа тих 9, що судили коротку програму         | 5 визначених у довільний спосіб з числа тих 9, що судили коротку програму         | 5 визначених у довільний спосіб з числа тих 9, що судили коротку програму         | 5 визначених у довільний спосіб з числа тих 9, що судили коротку програму         | 5 визначених у довільний спосіб з числа тих 9, що судили коротку програму         |
| Спортивні пари            |                                                                                   |                                                                                   |                                                                                   |                                                                                   |                                                                                   |                                                                                   |                                                                                   |                                                                                   |                                                                                   |
| Коротка програма:         | Канада                                                                            | КНР                                                                               | Франція                                                                           | Велика Британія                                                                   | Німеччина                                                                         | Росія                                                                             | Швейцарія                                                                         | Україна                                                                           | США                                                                               |
| Довільна програма:        | Естонія                                                                           | Ізраїль                                                                           | Італія                                                                            | Польща                                                                            | 5 визначених у довільний спосіб з числа тих 9, що судили коротку програму         | 5 визначених у довільний спосіб з числа тих 9, що судили коротку програму         | 5 визначених у довільний спосіб з числа тих 9, що судили коротку програму         | 5 визначених у довільний спосіб з числа тих 9, що судили коротку програму         | 5 визначених у довільний спосіб з числа тих 9, що судили коротку програму         |
| Танці на льоду            |                                                                                   |                                                                                   |                                                                                   |                                                                                   |                                                                                   |                                                                                   |                                                                                   |                                                                                   |                                                                                   |
| Обов'язковий танець:      | Азербайджан                                                                       | Канада                                                                            | Німеччина                                                                         | Італія                                                                            | Японія                                                                            | Литва                                                                             | Росія                                                                             | Україна                                                                           | США                                                                               |
| Оригінальний танець:      | Франція                                                                           | Велика Британія                                                                   | Угорщина                                                                          | Ізраїль                                                                           | 5 визначених у довільний спосіб з числа тих 9, що судили обов'язковий танець      | 5 визначених у довільний спосіб з числа тих 9, що судили обов'язковий танець      | 5 визначених у довільний спосіб з числа тих 9, що судили обов'язковий танець      | 5 визначених у довільний спосіб з числа тих 9, що судили обов'язковий танець      | 5 визначених у довільний спосіб з числа тих 9, що судили обов'язковий танець      |
| Довільний танець:         | 9 визначених у довільний спосіб з числа тих 13, що судили попередні види програми | 9 визначених у довільний спосіб з числа тих 13, що судили попередні види програми | 9 визначених у довільний спосіб з числа тих 13, що судили попередні види програми | 9 визначених у довільний спосіб з числа тих 13, що судили попередні види програми | 9 визначених у довільний спосіб з числа тих 13, що судили попередні види програми | 9 визначених у довільний спосіб з числа тих 13, що судили попередні види програми | 9 визначених у довільний спосіб з числа тих 13, що судили попередні види програми | 9 визначених у довільний спосіб з числа тих 13, що судили попередні види програми | 9 визначених у довільний спосіб з числа тих 13, що судили попередні види програми |

## Спортивні об'єкти
| Пасифік Колізіум  | Пасифік Колізіум |
| ----------------- | ---------------- |
| Вид ззовні        | Вид зсередини    |
| Місткість: 14 200 |                  |

## Кваліфікація
За квотами МОК до змагань будуть допущені по 30 одиночників (чоловіків та жінок, відповідно), 20 спортивних пар і 24 танцювальні дуети (загалом 148 спортсменів).
80 % усіх місць (по 24 одиночники, 16 спортивних і 19 танцювальних пар) визначалися за результатами Чемпіонату світу з фігурного катання 2009 року. Решта представительств від країн були розіграні на турнірі «Nebelhorn Trophy»—2009, що відбувся у вересні 2009 року в німецькому Оберстдорфі.